# SIL International
SIL International (англ. Summer Institute of Linguistics, Летний институт лингвистики) — международная некоммерческая христианская организация, основной целью которой является изучение, развитие и документирование малораспространённых языков для расширения лингвистических знаний и развития литературы. Сотрудничает c агентством Wycliffe Bible Translators, деятельность которого посвящена переводу Библии на редкие языки. SIL International предоставляет базу данных своих исследований через Ethnologue, базу данных языков мира. В организации имеют членство более 6000 человек из 50 стран.

## История
SIL International возник в 1934 в Арканзасе из небольшой исследовательской группы, целью которой было знакомство миссионеров с основными антропологическими и лингвистическими теориями и подготовка их для переводческой деятельности. Оттуда же берёт начало агентство Wycliffe Bible Translators.
Основателем SIL и Wycliffe Bible Translators был У. К. Таунсенд (1896—1982), который пришёл к осознанию важности перевода Библии на местные языки, занимавшийся миссионерской деятельностью в Гватемале. Одним из первых студентов был К. Л. Пайк (1912—2000), занявший позднее пост президента SIL International (1942—1979 гг.) и внёсший огромный вклад в развитие организации. В настоящее время должность президента занимает Дж. Уотерс.
В 1950—1987 гг. обучение велось в Оклахомском университете (город Норман). После дискуссии о миссионерской деятельности активистов SIL и их тесной связи с военными диктатурами в Латинской Америке, отношения с университетом были расторгнуты. В настоящее время штаб-квартира SIL находится в Далласе (Техас).

## Международное признание
SIL International является консультирующей организацией ЮНЕСКО и ООН. Работа SIL International в странах Азии была отмечена ЮНЕСКО. В 1973 году SIL International получил премию Рамона Магсайсая за международное понимание. В 1979 институту была присуждена Премия грамотности (англ. Literacy award) Международной ассоциации чтения за борьбу с неграмотностью в Папуа-Новой Гвинее.

## Примечание
1. ↑  APPEAL: SIL (Summer Institute of Linguistics) International (англ.). Дата обращения: 19 марта 2011. Архивировано из оригинала 9 июля 2006 года.
2. ↑  1973 Ramon Magsaysay Awardee for International Understanding - Summer Institute of Linguistics (англ.). Дата обращения: 19 марта 2011. Архивировано из оригинала 10 мая 2011 года.
3. ↑  Handbook of Texas Online - SUMMER INSTITUTE OF LINGUISTICS (англ.). Дата обращения: 6 мая 2025. Архивировано 18 октября 2013 года.